# Polgár Szilárd
Polgár Szilárd (Pápa, 1971. szeptember 26. –) újságíró, közgazdász.
A pápai Jókai Mór Közgazdasági Szakközépiskolában érettségizett, majd a Kodolányi János Főiskola - Széchenyi István Főiskola közös képzésében általános közgazdász, a Széchenyi István Egyetemen pedig okleveles közgazdász (Marketing Msc.) egyetemi diplomát szerzett.
Tizenöt évesen kezdett el rövid novellákat írni. Nyomtatásban első novellája a TVR-Hét című magazinban jelent meg 1991-ben.

Ezt követően számos országos újságban (TVR-hét, Nemzeti Sport, csakfoci.hu , FourFourTwo.hu), régiós lapban (RTV-tipp, Pannon Lapok ), megyei újságban (Napló , Kisalföld) és helyi lapban (Pápa és Vidéke , Pápai Hírlap ) több ezer írása, cikke jelent meg.
Tagja a Protestáns Újságírók Szövetségének.